# Бридженд
Бридже́нд (англ. Bridgend, валл. Pen-y-bont ar Ogwr) — місто на півдні Уельсу, адміністративний центр області Бридженд.
Населення міста становить 39 429 осіб (2001).

## Персоналії
- Оуен Тіл * 1961) — валійський актор театру, кіно та телебачення.